# Galenia
Genre
Classification phylogénétique
Galenia L. est un genre de plante de la famille des Aizoaceae.
Galenia L., Sp. Pl. 1: 359 (1753)
Type : Galenia africana L.

## Liste des espèces
- Galenia acutifolia Adamson
- Galenia affinis Sond.
- Galenia africana L.
- Galenia asiatica Burm.f.
- Galenia celosioides Spreng.
- Galenia collina Walp.
- Galenia crystallina (Eckl. & Zeyh.) Fenzl ex Harv. & Sond.
- Galenia cymosa Adamson
- Galenia dinteri G.Schellenb. & Schltr.
- Galenia dregeana Fenzl ex Harv. & Sond.
- Galenia ecklonis Walp.
- Galenia exigua Adamson
- Galenia fallax Pax ex Engl.
- Galenia filiformis N.E.Br.
- Galenia fruticosa Sond.
- Galenia glandulifera Bittrich
- Galenia glauca Walp.
- Galenia halimifolia Fenzl ex Harv. & Sond.
- Galenia hemisphaerica Adamson
- Galenia herniariifolia Walp.
- Galenia heterophylla Fenzl ex Harv. & Sond.
- Galenia hispidissima Fenzl ex Harv. & Sond.
- Galenia humifusa Fenzl ex Harv. & Sond.
- Galenia leucoclada G.Schellenb. & Schltr.
- Galenia linearis Thunb.
- Galenia meziana K.Muell.
- Galenia namaensis Schinz
- Galenia namaquensis G.Schellenb. & Schltr.
- Galenia pallens Walp.
- Galenia papulosa Fenzl ex Harv. & Sond.
- Galenia portulacacea Fenzl ex Harv. & Sond.
- Galenia procumbens L.f.
- Galenia prostrata G.Schellenb. & Schltr.
- Galenia pruinosa Sond.
- Galenia pubescens (Eckl. & Zeyh.) Druce
- Galenia rigida Adamson
- Galenia salsoloides Fenzl ex Harv. & Sond.
- Galenia sarcophylla Fenzl ex Harv. & Sond.
- Galenia secunda (L.f.) Sond.
- Galenia sericea Fenzl ex Harv. & Sond.
- Galenia spathulata Fenzl ex Harv. & Sond.
- Galenia squamulosa Fenzl ex Harv. & Sond.
- Galenia steingroeveri Engl.
- Galenia subcarnosa Adamson
- Galenia tenuifolia Salisb.